# Grégory Ursule
Grégory Ursule est un footballeur français né le 14 janvier 1977 à Rodez. Il évoluait au poste de milieu de terrain. 
Il est actuellement manager général du Rodez Aveyron Football.

## Biographie
Ce pur Ruthénois commence sa carrière à Onet-le-Château, puis au sein des équipes de jeunes du Rodez Aveyron Football. Il fait partie de l'équipe des moins de 15 ans nationaux avec Olivier Monterrubio et Sylvain N'Diaye. Il rejoint le centre de formation des Bordeaux en 1995.
Après trois saisons, il s'engage avec Rennes et évolue une saison avec l'équipe réserve en CFA. Puis il rejoint l'AC Ajaccio, en Ligue 2.
Il devient champion de France de Ligue 2 lors de la saison 2001/2002 mais se blesse gravement lors d'un entraînement en décembre 2001. Après la montée en Ligue 1, il est prêté en Ligue 2 à Gueugnon pour une saison. Arrivé lors du mercato en compagnie de son coéquipier ajaccien Fabrice Levrat, il y dispute 17 matches de Ligue 2 ainsi que deux matchs de Coupe de la Ligue. Il aide le club forgeron à se maintenir en Ligue 2 alors que celui-ci était en position de relégable à son arrivée.
Il retrouve l'ACA un an plus tard et ne jouera qu'un seul match, Guingamp-Ajaccio avant d'être de nouveau prêté à Gueugnon lors du mercato d'hiver (16 matches en L2 plus 1 en Coupe de France).
Il quitte définitivement l'ACA en 2005 pour s'engager avec son premier club, le RAF en CFA. Avec Rodez, il termine premier de son groupe de CFA en 2006, mais son club ne peut monter en National à la suite d'une décision administrative. Les Ruthenois obtiennent l'accession la saison suivante. Il est le capitaine de l'équipe. Sous son capitanat, l'équipe aveyronnaise s'illustre en Coupe de France 2008-2009, en éliminant le club de Troyes en 16e de finales, puis le Paris SG à Rodez lors des huitièmes.

## Carrière
- 1991-1995 :  Rodez Aveyron Football (formation)
- 1995-1998 :  Girondins de Bordeaux (réserve)
- 1998-1999 :  Stade rennais (réserve)
- 1999-2004 :  AC Ajaccio
  - → janv. 2003- juin 2003 :  FC Gueugnon (prêt)
  - → janv. 2004- juin 2004 :  FC Gueugnon (prêt)
- 2005-2014 :  Rodez Aveyron Football[1]

## Palmarès
- Champion de France de Ligue 2 en 2002 avec l'AC Ajaccio
- Premier du Groupe C de CFA en 2007 avec Rodez AF

## Anecdote
En mars 2004, Grégory Ursule, a reçu le prix mensuel du fair-play par le Conseil National de l'Ethique (CNE). Le 27 mars 2004, lors de la rencontre Gueugnon-Laval (30e journée de L2, 1-1), l'arbitre, M. Saïd Ennjimi, qui venait de siffler un penalty en faveur de Laval, s'était fait conspuer par les supporteurs des Forgerons. Ursule s'était tourné vers eux pour calmer les esprits. Le penalty avait finalement été arrêté par le gardien de Gueugnon. 